# 加权轮询算法
加权轮询（ Weighted round robin ）是网络中用于调度数据流的算法，也可用于调度进程。
加权轮询是轮询调度的一般化。加权轮询在队列或一系列任务上循环，每个轮次中各数据包或进程按权重获得运行机会。
加权轮询有若干种类，比如经典加权轮询和交替加权轮询。

## 算法
下面以网络调度程序为例介绍加权轮询。
假设有{\displaystyle n}个输入队列{\displaystyle q_{1},...,q_{n}}。每个队列{\displaystyle q_{i}}的权重是一个正整数{\displaystyle w_{i}}。使用加权轮询时，队列运行过程有周期性。在每个周期中，队列{\displaystyle q_{i}}有{\displaystyle w_{i}}次发送机会。
不同的加权轮询算法的区别是在一个周期中如何分配机会。

### 经典加权轮询
采用经典加权轮询算法时，调度程序会在队列间循环。轮到队列{\displaystyle q_{i}}时，调度程序开始发送数据包，直到发出{\displaystyle w_{i}}个数据包或遇到队尾为止。
| 常量和变量: const N // 队列数 N const weight[1..N] // 每个队列的权重 queues[1..N] // 队列 i // 队列序号 c // 数据包计数器 指令: while true do for i in 1 .. N do c:= 0 while (not queue[i].empty) and (c<weight[i]) do send( queue[i].head() ) queue[i].dequeue() c:= c+1 |

### 交替加权轮询
令{\displaystyle w_{max}=\max\{w_{i}\}}为所有队列中的最大权重。在交替加权轮询算法中，每个周期分为{\displaystyle w_{max}}轮。第{\displaystyle r}轮中，如果{\displaystyle r\leq w_{i}}，队列i可以发送一个数据包。
| 常量和变量: const N // 队列数 N const weight[1..N] // 每个队列的权重 const w_max queues[1..N] // 队列 i // 队列序号 r // 轮次计数器 指令: while true do for r in 1 .. w_max do for i in 1 .. N do if (not queue[i].empty) and (weight[1..N] >= r)then send( queue[i].head() ) queue[i].dequeue() |

### 示例

经典加权轮询（CWRR）和交替加权轮询（IWRR）的调度示例

假设一个系统有三个队列{\displaystyle q_{1},q_{2},q_{3}}, 其各自的权重{\displaystyle w_{1}=5,w_{2}=2,w_{3}=3}。第一个队列中有7个数据包A，B，C，D，E，F，G，第二队列中为3个数据包U，V，W，第三个队列中有两个数据包X，Y。且不会有新数据包到达。
如果使用经典加权轮询算法，在第一个周期中，调度程序首先选择{\displaystyle q_{1}}并传送位于队列头部的A，B，C，D，E（因为{\displaystyle w_{1}=5}），然后选择第二个队列{\displaystyle q_{2}} ，传送队列开头的U，V（因为{\displaystyle w_{2}=2}），最后选择第三个队列，该队列的权重等于3，然而该队列一共只有两个数据包，因此传输X，Y 。在Y的传输完毕后，第二个周期开始，先是发送{\displaystyle q_{1}}中的F，G，然后是{\displaystyle q_{2}}中的W。
如果使用交替加权轮询算法，第一个周期分为5轮。第一轮（r = 1），每个队列发送一个数据包（A，U，X），第二轮（r = 2），每个队列再发送一个数据包（B，V，Y），第三轮（r = 3），仅排队{\displaystyle q_{1},q_{3}}被允许发送数据包（{\displaystyle w_{1}>=r}，{\displaystyle w_{2}<r} 和 {\displaystyle w_{3}>=r}），但由于{\displaystyle q_{3}}为空，只有来自{\displaystyle q_{1}}的C被发送，在第四和第五轮，只有D，E从{\displaystyle q_{1}}被发送。然后开始第二个周期，依次发送F，W，G。

## 任务调度
与数据包调度类似，加权轮询完成任务或进程调度时：{\displaystyle n}个现行任务以循环方式安排，每个任务{\displaystyle \tau _{i}}得到{\displaystyle w_{i}}份的处理器时间 。

## 性质
调度数据包时，如果所有数据包都具有相同的大小，则WRR是通用处理器共享算法的近似：长期来看，队列{\displaystyle q_{i}}将占据{\displaystyle {\frac {w_{i}}{\sum _{j=1}^{n}w_{j}}}}的带宽（假设所有队列均处于现行状态）。
如果数据包长度可变，则每个队列接收的带宽部分不仅取决于权重，还取决于数据包大小。
如果队列{\displaystyle q_{i}}的平均数据包大小是{\displaystyle s_{i}}，则每个队列将获得的长期带宽份额等于{\displaystyle {\frac {s_{i}\times w_{i}}{\sum _{j=1}^{n}s_{j}\times w_{j}}}} 。如果目标是给每个队列{\displaystyle q_{i}}分配链接容量的{\displaystyle \rho _{i}}（ {\displaystyle \sum _{i=1}^{n}\rho _{i}=1} ），则可以设置权重{\displaystyle w_{i}={\frac {\rho _{i}}{s_{i}}}}。